# 属正
属 正（さっか ただし、1923年7月24日 - 2022年9月6日）は、日本の経営者。山口県下関市出身。

## 来歴・人物
1952年に九州大学理学部化学科を卒業し、同年に西部ガスに入社。1979年6月に理事に就任し、福岡支店長、取締役、常務、専務、副社長を経て、1989年6月に社長に就任し、1993年6月には副会長に就任。1998年6月から相談役を務めた。
1993年から2004年までに九州生産性本部会長を務めた。
1990年11月に藍綬褒章を受章し、2001年4月に勲二等瑞宝章を受章。
2022年9月6日、老衰のため死去。99歳没。